# شیهو اوگاوا (بازیکن فوتبال، زاده ۲۰۰۳)
شیهو اوگاوا (ژاپنی: 小河 詩朋؛ زادهٔ ۱۴ مهٔ ۲۰۰۳) بازیکن فوتبال اهل ژاپن است.
از باشگاه‌هایی که در آن بازی کرده‌است می‌توان به باشگاه فوتبال سرزو اوساکا اشاره کرد.